# Aceboso
Aceboso (llamada oficialmente Acevoso) es una entidad de población del lugar  de Encomienda,  situada en la parroquia de Encomienda, del municipio español de Puebla de Trives, en la provincia de Orense, Galicia.

## Demografía
| Gráfica de evolución demográfica de Aceboso entre 2000 y 2023 |
|                                                               |
| Datos según el nomenclátor publicado por el INE.              |